# 14583 Lester
14583 Lester eller 1998 RN61 är en asteroid i huvudbältet som upptäcktes den 14 september 1998 av LINEAR i Socorro County, New Mexico. Den är uppkallad efter Virginia Lester.